# 田中秀臣
田中 秀臣（たなか ひでとみ、1961年9月7日）は、日本の経済学者。早稲田大学大学院経済学研究科博士後期課程単位取得満期退学。上武大学教授。経済学修士(早稲田大学)。日本経済思想史、メディアや文化現象の経済分析、経済時論などを専門とする。リフレ派の論客。自民党の有志グループ「経世済民政策研究会」顧問。

## 来歴
早稲田大学政治経済学部経済学科を卒業後に、 出版社に編集者として勤務した。その後早稲田大学大学院経済学研究科へ進む。上原一男（経済学史）が指導教官。在学中に藪下史郎に影響を受ける。博士課程を単位取得退学（経済学修士）。上武大学に教員として採用され、2008年からビジネス情報学部教授に就任する。

## 人物
- リフレ派の論客であり、さまざまな著作で日本の長期停滞の脱却や時事的なテーマについて論じている。また著書『エコノミスト・ミシュラン』『不謹慎な経済学』、『AKB48の経済学』などで、独自の視点から経済を批評している[6]。アイドル経済学の研究家としても知られる[7]。
- 韓流ドラマ『冬のソナタ[8]』、アニメ『機動戦士ガンダム[9]』、SFジャンル[10] などを題材に論評する一般向け著書も多く、経済時評・漫画などに関する評論も雑誌などに多く掲載されている。
- 最初の著作となった『沈黙と抵抗 ある知識人の生涯──評伝・住谷悦治』は日本の経済学とジャーナリズムについて取り上げた三部作として構想されたものであり、住谷に続いて福田徳三、高橋亀吉の順で発表する予定である[11]。但し、社会主義やキリスト教の信奉については、住谷とはまったく立場が異なるとしている[12]。
- ブログやSNSなどで発言し、しばしば自らを「韓流好きのリフレ派」「韓リフ」と称している。当初は、『冬のソナタ』ブームに一切興味が持てなかったが、原田泰に『冬のソナタ』を薦められたことがきっかけとなり、『冬のソナタ』のファンとなったとしている[13]。
- バックパッカー族で留年して[14] 大学を卒業した。卒後に転職ののちに大学院で学んで大学教員となった[15]。社会人と大学院生の間は「ニート」のような状況であったとしている[16]。
- 勤務した自由国民社[17][18] で、労働組合の副委員長を務めた[19]。

## 主張
- 日本銀行の金融政策は引き締め過ぎで、デフレーションによる弊害を招いていると一貫して強く批判し[20][21][22][23]、金融政策と財政政策を中心にデフレから脱却することを重要課題とみなすリフレーション政策の支持者[22][24][25] である。日本の雇用政策は、インフレターゲットを導入した量的金融緩和政策と積極財政政策によるポリシーミックスしかないと主張している[26]。
- 東日本大震災時の日本経済を「デフレを容認するということは、被災した東北の人たちを見捨てることである。数百万人の失業を放置し、失業の恐怖を与え続けるということである。財政赤字の悪化を放置し、未来ある若者から夢を奪うことである。この事実を知った者として、この時代に生きる一人の学者として、子を持つ親として、教え子を持つ大学教員として、一人の人間として、この状況を見過ごすことはできない」と評している[27]。
- 日本銀行の政策内容が、発表前に詳細が噂される「リーク問題」を著書の中で批判し、デフレとともに問題視している[22]。
- 「安倍晋三首相の金融政策だけは断固支持する」と公言している[28]。

## AKB48について
AKB48 27thシングル選抜総選挙後のスポーツ報知の取材で「AKB48は永続的に残り続ける可能性のあるグループである。」と述べている。田中は「総選挙はまさに大相撲の番付で実力（人気）で決まるから透明性が高い」「専用劇場を本拠地としているのは宝塚歌劇団と同じ」「コアなファンに支持されていることは演歌と同じ」と指摘している。
田中は流行・文化は経済情勢を反映するとしており、「AKB48はデフレカルチャーの中心にいる存在」「（AKB48は）デフレに強いビジネスモデル」と分析し、「（AKB48以外にも）特典商法は多くの歌手がやっている。歌手やビジネスに問題はない」と指摘している。田中の話によれば「デフレは貨幣的現象であり、需給ギャップによって生じる。AKB48のビジネスモデルはデフレをもたらす原因ではなく、デフレの結果でしかない」「全体で数千億円単位の大きさしかないアイドル市場に日本の景気を左右する力は無い」と分析している。
田中自身は「デフレ経済には文化的にあまり好ましい影響を見出していない」と述べている。田中は「AKBは『会いに行けるアイドル』というコンセプトと、メンバーが成長する姿をファンが見守っていくという物語性は優れているが、消費行動が多様化した時に沈む可能性がある」と指摘している。田中は2013年時点で「リフレ政策は成功してもらいたいが、AKB48をはじめとするアイドルグループには消滅してほしくない」と述べている。

## 著書

### 単著
- 『沈黙と抵抗 ある知識人の生涯──評伝・住谷悦治』(藤原書店 2001年) ISBN 978-4894342576
- 『日本型サラリーマンは復活する』(NHK出版 2002年) ISBN 978-4140019443
- 『経済論戦の読み方』(講談社 2004年) ISBN 978-4061497603
- 『最後の冬ソナ論』(太田出版 2005年) ISBN 978-4872339635
- 『ベン・バーナンキ 世界経済の新皇帝』(講談社 2006年) ISBN 978-4062132602
- 『経済政策を歴史に学ぶ』(ソフトバンククリエイティブ 2006年) ISBN 978-4797336559
- 『不謹慎な経済学』(講談社 2008年) ISBN 978-4062820813
- 『雇用大崩壊』(NHK出版 2009年) ISBN 978-4140882832
- 『偏差値40から良い会社に入る方法』(東洋経済新報社 2009年) ISBN 978-4492260982
- 『デフレ不況 日本銀行の大罪』(朝日新聞出版 2010年) ISBN 978-4023308138
- 『AKB48の経済学』(朝日新聞出版 2010年) ISBN 978-4023308725
- 『日本経済復活が引き起こすAKB48の終焉』(主婦の友社 2013年) ISBN 978-4072894149
- 『ご当地アイドルの経済学』(イーストプレス 2016年) ISBN 978-4781650630
- 『増税亡者を名指しで糺す』（悟空出版 2018年）ISBN 978-4908117619
- 『脱GHQ史観の経済学 エコノミストはいまでもマッカーサーに支配されている』PHP研究所〈PHP新書〉、2021年4月。ISBN 978-4-569-84843-3。

### 共著
- 『ベンガル-猫クラブ』田中秀和、田中秀喜、井川俊彦(誠文堂新光社 1996年)※ペンネームでの自身の父親との共著。 ISBN 978-4416796146
- 『構造改革論の誤解』野口旭(東洋経済新報社 2001年) ISBN 978-4492393611
- 『平成大停滞と昭和恐慌』安達誠司(NHK出版 2003年) ISBN 978-4140019788
- 『昭和恐慌の研究』岩田規久男編(東洋経済新報社 2004年) ISBN 978-4492371022
- 『二・二六事件とは何だったのか-同時代の視点と現代からの視点』伊藤隆著(藤原書店 2007年) ISBN 978-4894345553
- 『日本思想という病』芹沢一也・荻上チキ編(光文社 2010年) ISBN 978-4334976033
- 『震災恐慌！〜経済無策で恐慌がくる！』上念司(宝島社 2010年) ISBN 978-4796683425
- 『「復興増税」亡国論』上念司(宝島社 2011年)※『震災恐慌！〜経済無策で恐慌がくる！』の改訂版[38]。 ISBN 978-4796689939
- 『日本建替論〔100兆円の余剰資金を動員せよ！〕』麻木久仁子・田村秀男(藤原書店 2012年) ISBN 978-4894348431
- 『やる気の出る経済学〜「アベノミクス」から「ももクロ」まで〜』勝間和代(Amazon Kindle 2013年)
- 『「30万人都市」が日本を救う！』(藤原書店 2015年) ISBN 978-4865780413
- 『日本経済再起動』かや書房、2020年12月。ISBN 978-4-910364-02-5。高橋洋一との共著。
- 『田中秀臣・森永康平の Nippon学 三浦春馬、『日本製』、文化と経済』 森永康平（読書人 2022年）ISBN 978-4924671515

### 編著
- 『日本経済は復活するか』(藤原書店 2013年) ISBN 978-4894349421
- 『現代の商業及商人 (福田徳三著作集第20巻(第16回配本)』(信山社 2024年) ISBN 978-4797281002
- 『唯物史観経済史出立点の再吟味 (福田徳三著作集第21巻（第17回配本）』(信山社 2025年) ISBN 978-4797282276

### 共編著
- 『エコノミスト・ミシュラン』野口旭・若田部昌澄[39](太田出版 2003年) ISBN 978-4872337952

### 訳書
- 『アダム・スミスの失敗―なぜ経済学にはモラルがないのか』ケネス ラックス著(草思社 1996年) ISBN 978-4794206985
- 『創造的破壊――グローバル文化経済学とコンテンツ産業』タイラー・コーエン著(作品社 2011年)監訳 ISBN 978-4861823343
- 『エコノミストの昼ごはん』タイラー・コーエン著(作品社 2016年)監訳 ISBN 978-4861825590

## 連載
- 街角経済学[40] - Newsweek日本版
- 田中秀臣の記事[41] - リアルサウンド

## テレビ
- BSフジ「蝶野正洋経済ブレーンバスター」
- テレビ朝日「ビートたけしのTVタックル」
- ネットTV「Abema Prime」に複数回出演している。
- ネットTV SCHOO「田中秀臣の最新経済ニュース[42]」

## ラジオ
- KEIYOGINKO GRAND COUNTDOWN REAL「エンタメと経済」（2018年12月29日） - ゲスト出演
- おはよう寺ちゃん　火曜日レギュラーコメンテーター出演（2017年6月 - ）